# Parlement de Cantabrie
XIe législature
Hospital de San Rafael (es)
Le Parlement de Cantabrie (en espagnol : Parlamento de Cantabria) — dénommé Assemblée régionale (Asamblea Regional) entre 1981 et 1998 — est l'organe exerçant le pouvoir législatif dans la communauté autonome espagnol de Cantabrie. Il est chargé de l'élaboration des lois et du contrôle du gouvernement.
Créé par le statut d'autonomie, le Parlement comprend trente-cinq députés, élus pour un mandat de quatre ans au suffrage universel direct et au scrutin proportionnel. Il siège à Santander, dans l'ancien hôpital de San Rafael.

## Histoire
Avec l'institution, en 1833, de la province de Santander est créée la députation provinciale (Diputación Provincial de Santander). Maintenue jusqu'en 1982, avec une courte interruption durant la dictature de Primo de Rivera, elle est remplacée, par la loi organique du 30 décembre 1981 portant statut d'autonomie de la Cantabrie, par l'Assemblée régionale (Asamblea Regional de Cantabria). Jusqu'aux élections régionales du 8 mai 1983, elle est constituée des députés, sénateurs et députés provinciaux. 
Avec la réforme statutaire du 30 décembre 1998, l'assemblée prend le nom de Parlement de Cantabrie. En conséquence, les députés réforment leur règlement, le 29 mars 1999 puis le 10 mai 2007.

## Élection
Conformément à la loi électorale du 27 mars 1987, le Parlement comprend trente-neuf députés, élus pour une législature de quatre ans au scrutin proportionnel suivant la méthode d'Hondt. La communauté autonome constitue une seule et unique circonscription. Seules les listes de candidats ayant recueilli au moins 5 % des suffrages exprimés sont admis à la répartition.
Dans le cadre des mesures d'austérité adoptées en 2012, le nombre de parlementaires sera réduit de quatre, passant ainsi à trente-cinq, à compter des élections régionales de mai 2015.

## Fonctionnement interne

### Président et bureau
Le bureau (Mesa) se compose du président, de deux vice-présidents et de deux secrétaires. Il constitue l'organe directeur de l'assemblée, dont il assure la représentation collective.
Il a une fonction principalement administrative. 
Ainsi, il programme les lignes générales de l'action parlementaire et fixe le calendrier des activités des séances plénières, des commissions pour chaque période de session. Il coordonne le travail des différents organes internes.
Il assure la qualification juridique des actes qui lui sont remis et enclenche les procédures correspondantes.
Le bureau prend toutes les mesures et décisions nécessaires à l'administration interne du Parlement. Il adopte, après audition de la conférence des porte-parole, le projet de budget, qui est ensuite remis au gouvernement régional, et ordonne les dépenses.
Le président est élu par l'ensemble des députés, à la majorité absolue d'entre eux, soit au moins vingt voix. Les deux vice-présidents, puis les deux secrétaires, sont élus de façon simultanée. Chaque député écrit un seul nom sur son bulletin, les candidats ayant recueilli le plus de voix sont alors élus.

### Groupes parlementaires
Les groupes parlementaires (Grupos Parlementarios) sont formés par au moins trois députés. Les députés issus d'une même force politique ne peuvent former ou appartenir à plusieurs groupes, de même que les députés d'un parti qui ne s'est pas présenté en son nom propre ne peuvent en constituer un
Les députés qui ne peuvent constituer de groupe forment le groupe mixte (Grupo Mixto). Ceux qui ne siègent pas dans le groupe parlementaire de leur force politique, qui abandonnent leur groupe en cours de législature ou en sont exclus constituent les députés non inscrits (Diputados no adscritos).

### Conférence des porte-parole
Chaque groupe dispose d'un porte-parole (Portavoz). Ces derniers, avec le président, un vice-président et un secrétaire, constituent la conférence des porte-parole (Junta de Portavoces). Le gouvernement peut envoyer un représentant, sans droit de vote, à chacune de ses réunions.
Elle fixe le calendrier des activités des séances plénières, des commissions pour chaque période de session, établit l'ordre du jour des plénières, établit la commission compétente pour l'examen d'un projet ou d'une proposition de loi, approuve l'audition des membres du gouvernement en plénière et sélectionne les questions posées lors de la séance de questions au gouvernement.

### Députation permanente
La députation permanente (Diputación Permanente) est une émanation du Parlement, qui exerce ses fonctions lorsque les députés ne sont pas en session. Elle est composée à la proportionnelle des groupes parlementaires. Elle veille ainsi au respect des pouvoirs du Parlement lorsqu'il ne siège pas, contrôle l'exercice du pouvoir législatif délégué en cas de dissolution et peut demander la tenue d'une session extraordinaire.
Elle est présidée par le président du Parlement et élit un vice-président et un secrétaire.

### Commissions
Le Parlement de Cantabrie travaille en commissions permanentes et non permanentes. Selon le règlement, « elles connaissent des projets, propositions ou affaires que leur transmet, conformément à leurs compétences, le bureau du Parlement ».
Il y a actuellement douze commissions permanentes : 
- Commission du Règlement
- Commission du Statut des députés
- Commission des Pétitions
- Commission des Administrations publiques, de l'Aménagement du territoire et de l'Urbanisme
- Commission de l'Industrie, du Travail et du Développement technologique
- Commission des Travaux publics et du Logement
- Commission de l'Élevage, de l'Agriculture et de la Pêche
- Commission de l'Économie et des Finances
- Commission de l'Environnement
- Commission de la Culture, du Tourisme et des Sports
- Commission de l'Éducation
- Commission de la Santé et des Services sociaux

## Pouvoirs

### Procédure législative
L'initiative des lois revient au gouvernement, aux députés et aux citoyens cantabres.
Une fois le texte déposée, et les éventuelles auditions effectuées, les groupes parlementaires peuvent déposer des amendements globaux (enmiendas de totalidad), qui discutent l'opportunité, les principes, l'esprit du projet de loi, proposent son renvoi au gouvernement ou en changent totalement le texte. Le débat de ces amendements a lieu en plénière.
À l'issue du débat global, les amendements globaux sont soumis au vote. S'ils sont rejetés, le texte est renvoyé à la commission compétente et un délai de cinq jours est instauré pour les amendements d'article. Cependant, en cas d'approbation de l'un d'eux, ce délai est doublé. À la suite de ce délai, la commission compétente forme un groupe de travail (Ponencia), qui dispose d'un délai de quinze jours pour remettre son rapport (informe), au regard du texte et des amendements proposés.
La commission discute ensuite du rapport et approuve un avis de projet de loi (dictamen), qui inclut à la fois les amendements approuvés et liste les amendements rejetés. L'avis est envoyé en plénière, où les groupes peuvent, dans un délai de deux jours suivant la publication du texte au Bulletin officiel du Parlement, présenter les amendements rejetés. Le débat se fait article par article, thème par thème, par groupes d'articles ou d'amendements, en fonction de la complexité du projet de loi.
Le texte définitivement approuvé est remis au Président de Cantabrie aux fins de promulgation.
Les propositions de loi sont déposées par au moins cinq députés ou un groupe parlementaire. L'avis du gouvernement est requis, celui-ci devant aussi se prononcer sur les éventuelles conséquences budgétaires du texte. Si le gouvernement émet un avis favorable ou aucun avis défavorable dûment motivé sous quinze jours, un débat de prise en considération est organisé lors de la séance plénière suivante. En cas de vote affirmatif, le texte suit la procédure des projets de loi. Les propositions de loi d'initiative populaire suivent les mêmes règles que les propositions de loi parlementaires.
Si la nature du texte ou sa simplicité le recommande, il peut être fait usage de la procédure de lecture unique, par décision de la plénière sur proposition unanime du bureau. Dans ce cas, aucun amendement global n'est recevable et les amendements aux articles doivent être présentés à l'unanimité des groupes parlementaires. Le texte est ensuite soumis au vote.

### Procédure budgétaire
Le gouvernement dispose seul de l'initiative en matière budgétaire. En outre, le projet de loi de finances (proyecto de ley de Presupuestos Generales de la Comunidad Autónoma) dispose de la priorité sur les autres travaux du Parlement. Lors du débat global, la plénière fixe le cadre de dépenses et de recettes, puis le projet est envoyé à la commission de l'Économie et des Finances.
Les amendements qui augmentent les dépenses doivent prévoir une baisse équivalente dans la même section. Ceux qui diminuent les recettes doivent recevoir l'accord du gouvernement.
Pour le reste,le projet de loi de finances suit la procédure législative ordinaire.

### Activité de contrôle
Outre le fait de procéder à l'élection du Président de la communauté autonome, le Parlement exerce le contrôle du gouvernement. 
Il peut ainsi réaliser des interpellations, qui portent sur la conduite du gouvernement ou d'un département particulier sur des questions de politique générale. Elle peut donner lieu à une résolution, par laquelle les députés expriment leur position. Si la motion est adoptée, son application est contrôlée par la commission compétente et le gouvernement, à l'issue du délai fixé par la motion, rend compte de sa mise en œuvre.
Les députés ont également la faculté de poser des questions. Celles-ci se présentent sous la forme d'une interrogation au sujet d'un fait, d'une situation, d'une information, sur la prise en compte, éventuellement future, d'une affaire par le gouvernement, de la remise au Parlement d'un document ou d'une information. Une fois par mois, chaque groupe peut poser une question directement au président de Cantabrie. Les questions orales sont posées en plénières ou en commissions.

### L'élection du sénateur
Conformément à la Constitution espagnole de 1978, la Cantabrie a le droit à un sénateur désigné par son assemblée législative. Cette nomination est régie par la loi du 4 juillet 1983, qui dispose que les candidats sont proposés par les groupes parlementaires. Chaque député écrit un nom sur son bulletin de vote, le candidat ayant obtenu la majorité absolue étant élue. En cas d'échec, les deux candidats ayant le plus grand nombre de voix participent à un second tour, au cours duquel la majorité simple suffit. En cas d'égalité après quatre tours de scrutin, le candidat issu du groupe parlementaire ayant obtenu le plus de voix aux élections régionales est déclaré vainqueur.